# فانوس‌ماهی چهل‌تکه
فانوس‌ماهی چهل‌تکه (نام علمی: Notoscopelus resplendens) نام یک گونه از تیره فانوس‌ماهی است.